# طاق الحراني
طَاقُ الحرّانيّ من محلات بغداد القديمة في العصر العباسي، تقع بالجانب الغربي، قالوا : من حدّ القنطرة الجديدة وشارع طاق الحراني إلى شارع باب الكرخ منسوب إلى قرية تعرف بورثال.

## التسمية
سميت هذه المحلة بطاق الحراني نسبة إلى إبراهيم بن ذكوان بن الفضل الحراني، وهو من موالي الخليفة المنصور، والذي أصبح وزيراً لحفيده الخليفة موسى الهادي العباسي، وكان لذكوان أخ يقال له الفضل فأعتقه مروان بن محمد الحمار وأعتق ذكوان عليّ بن عبد الله.